# Don't Upset the Rhythm (Go Baby Go)
"Don't Upset the Rhythm (Go Baby Go)" é uma canção composta, produzida e interpretada pelos membros da banda britânica Noisettes, lançada em 23 de março de 2009 como o segundo single do álbum Wild Young Hearts.

## Recepção crítica
Sobre a canção, o jornal estadunidense USA Today publicou o seguinte: "a banda londrina tem um bom apanhado nos vocais de soul-jazz de Shingai Shoniwa, baixos de funk, guitarra impertinente e batida de disco."

## Recepção comercial
A canção foi utilizada no comercial televisivo do carro Mazda 2 durante o primeiro quadrimestre de 2009 no Reino Unido. Como resultado do sucesso do comercial, a canção foi lançada como single em 23 de março e seis dias depois estreou na segunda posição na parada oficial. Atingiu a primeira posição na lista das canções mais baixadas do iTunes.
A canção estreou na parada irlandesa em 2 de abril de 2009 na posição de número 55. Na semana seguinte, a canção ascendeu para a décima oitava posição, antes de atingir seu pico na oitava posição. Na tabela European Hot 100, a canção atingiu a quarta posição, assim como na das canções dance mais quentes da revista Billboard.
| Parada (2009)             | Maior posição |
| ------------------------- | ------------- |
| Dutch Singles Chart       | 75            |
| European Hot 100 Singles  | 4             |
| Irish Singles Chart       | 8             |
| Swiss Singles Chart       | 79            |
| UK Singles Chart          | 2             |
| Billboard Hot Dance Songs | 4             |